# Ульфия Амьенская
У́льфия Амьенская, Вульфия (Ulphia, Ulphe, Olfe,Wulfe, Wolfia, Wulfia, + VIII век) — святая Римско-Католической Церкви, почитается в Амьене, Франция.

## Агиография
Ульфия жила отшельницей недалеко от Амьена, проводя духовную жизнь под руководством святого Домиция. В конце своей жизни Ульфия основала религиозную общину для женщин. Статуя Ульфии находится на портале Амьенском соборе. В иконографии Ульфия изображается в виде молодой молящейся монахини, сидящей на камне, на котором находится лягушка.
День памяти в Католической церкви — 31 января.